# Achille Russo
Achille Russo (Nicotera, 16 dicembre 1866 – Catania, 1955) è stato uno zoologo italiano.

## Biografia
Terzo di otto fratelli, ebbe una carriera scolastica molto irregolare e da autodidatta conseguì la licenza liceale.
Nel 1891 si laurea in Scienze Naturali presso l'Università di Napoli. Durante l'anno accademico 1901-1902, a soli 35 anni, viene nominato professore di Zoologia e Anatomia comparata presso l'Università degli Studi di Catania.
Durante la sua eccellente carriera accademica, Achille Russo fu presidente dell'Accademia Gioenia per moltissimi anni sino al suo decesso; fu accademico dei Lincei, accademico dei XL, membro di molti enti e sodalizi.
Divenuto preside della facoltà di Scienze tra il 1910 e il 1919 proprio in quell'anno è nominato Rettore dell'Università Etnea. Manterrà l'incarico fino al 1924 quando, in seguito alla decisione del regime fascista di finanziare solo in parte l'università, decide coraggiosamente di dimettersi.